# Попа (лаосская буква)

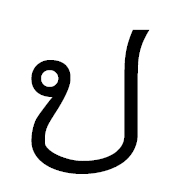

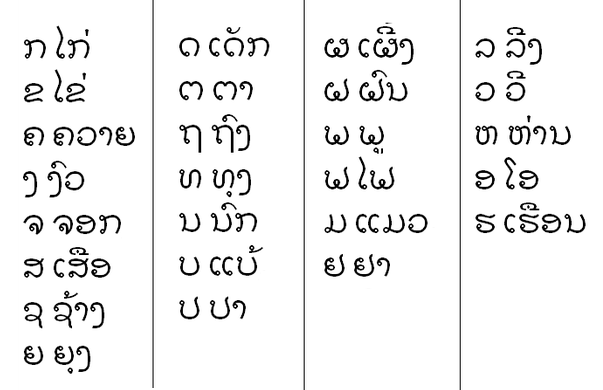
Алфавит

Попа (па — «рыба») — по, 15-я буква лаосского алфавита, в тайском алфавите соответствует букве попла (ป), в слоге может быть только инициалью. Как инициаль обозначает глухой губно-губной взрывной и относится к аксонкан (средний класс) и может образовывать слоги 1,2,3 и 5-го тона.
Туа-тхам: 